# Поникве-при-Студенцу
Поникве-при-Студенцу (словен. Ponikve pri Studencu) — поселення в общині Севниця, Споднєпосавський регіон, Словенія. Висота над рівнем моря: 300,5 м.